# Donna (canción de Ritchie Valens)

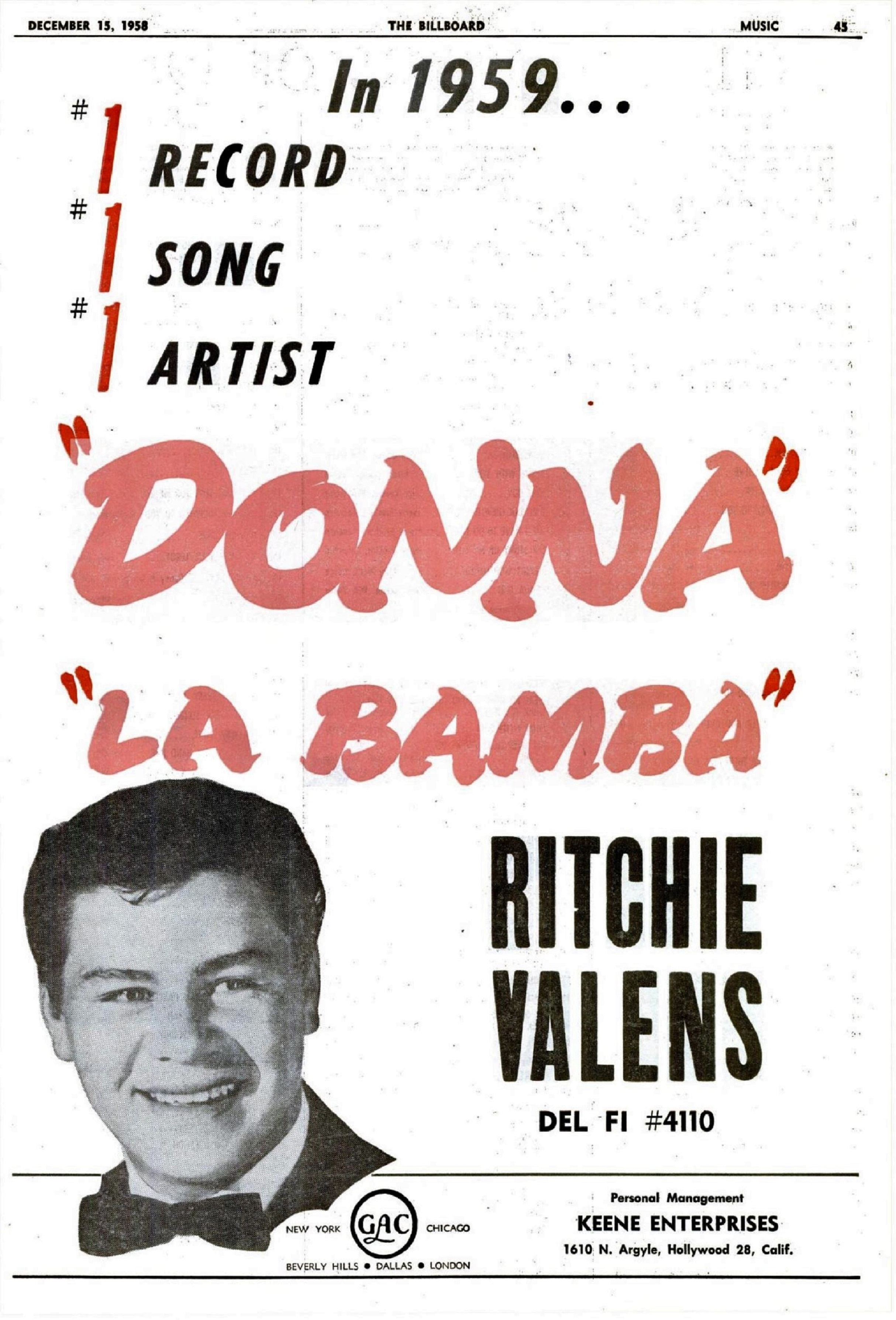
Cartel promocional de "Donna" (1958)

«Donna» es una canción escrita por Ritchie Valens. La canción fue lanzada en 1958 por la discográfica Del-Fi Records. Alcanzó la posición 2 en la tabla del año siguiente de Billboard Hot 100, convirtiéndolo en el sencillo más alto en listas de Valens. Fue escrita como un tributo a su enamorada de bachillerato Donna Ludwig.

## Versión de Valens
La canción fue grabada el 16 de diciembre de 1958, en Gold Star Studios, en Los Ángeles. Bob Keene figura como el líder de la sesión, el cual incluye a Earl Palmer en la batería; Buddy Clark con el bajo; y a Valens, Rene Hall, Irving Ashby y Carole Kaye con las guitarras.
"Donna", el segundo sencillo lanzado de Valens, fue el lado A de la canción, más famosa, "La bamba". Este sencillo fue solo uno de tres al contrario que el sencillo anterior ("Come On, Let's Go"/"Framed" – Del-Fi 4106) y el siguiente ("Fast Freight"/"Big Baby Blues" – Del-Fi 4111). Las impresiones originales de Del-Fi de "Donna"/"La Bamba" incluyen etiquetas negras y turquesas con círculos, luego reemplazadas por etiquetas de color turquesa sólido.
La versión de Valens se posicionó en el n.º 3 en Billboard Hot 100 cuando Valens falleció. Tres semanas después, la canción llegó al n.º 2.

## Otras versiones
- La canción fue notablemente versionada por Los Lobos para la banda sonora para la película de 1987 La Bamba que interpretó la vida de Ritchie Valens.
- Un hit #3 en Reino Unido en mayo de 1959 por Marty Wilde.
- La canción fue versionada por otro artista de Del-Fi, Johnny Crawford, en 1962.
- Bobby Fuller grabó una versión de la canción, pero no fue lanzada sino hasta 1996 en Shakedown! The Texas Tapes Revisited.
- Clem Snide versionó la canción en su álbum de 2000 Your Favorite Music.
- Cliff Richard la versionó dos veces, primero en 1958 en su álbum de debut Cliff, y en 1983 en Give a Little Bit More en Estados Unidos, así como en Rock 'n' Roll Silver en el Reino Unido.
- The Youngbloods lanza una versión de la canción en su álbum de 1972, High on a Ridge Top.[4]
- The Buffoons (NL) la versionó en 1973.
- Donny Osmond versionó la canción en 1972.
- Misfits versionó la canción en su lanzamiento de 2003, Project 1950.
- MxPx versionó la canción en su álbum de 1998 Let it Happen.
- Reel Big Fish reescribió la canción como "Oh Rudy" al final de su canción "Don't Stop Skankin'" en el álbum Candy Coated Fury.
- El grupo sueco Hep Stars versionó "Donna" en 1965.
- La canción fue versionada por el cantante inglés Gary Glitter para su álbum debut Glitter, lanzado en 1972.
- Bobby Vee la versionó en 1961.
- La cantante Natti Natasha hizo una versión en reguetón de este tema en 2019 para su álbum Iluminatti.

### Respuesta
En los días después de la muerte de Valens, en febrero de 1959, Bob Feldman y Jerry Goldstein grabaron y lanzaron (as The Kittens) "A Letter to Donna" (Unart UR2010), que usó la música de Valens pero con nueva letra escrita por "John Ottowa" (un pseudónimo de Jack Lewis), para enviar un mensaje a la novia de Valens, Donna Ludwig.